# Philippe Cousteau Jr
Pour les articles homonymes, voir Cousteau.
Philippe Cousteau, également appelé Philippe Cousteau Jr., est un militant écologiste franco-américain né le 20 janvier 1980 à Santa Monica, Californie, aux États-Unis.
Philippe Cousteau Jr. est le fils posthume de Philippe Cousteau (1940-1979) et de Janice Cousteau née Sullivan (en), et le petit-fils de Jacques-Yves Cousteau (1910-1997) et de sa première épouse Simone Melchior (1919-1990). Son père était le fils cadet, tandis que Jean-Michel Cousteau est l'aîné.

## Biographie
Philippe Jr. perd son père Philippe Cousteau, tué dans un accident d'hydravion sur le Tage au Portugal, six mois avant sa naissance. Il grandit à la fois en France et aux États-Unis et est diplômé de l'université de St Andrews en Écosse, où il obtient un Master en Histoire en 2003.
En 2000, il co-fonde la Philippe Cousteau Foundation — qui deviendra EarthEcho International en 2003 — en l'honneur de son père avec sa sœur aînée Alexandra et sa mère Jan,. Dans le cadre de EarthEcho, Philippe Cousteau Jr. va à la rencontre des jeunes qui agissent pour la sauvegarde de la nature ; en nettoyant des rivières, ou organisant des conférences, protégeant des espèces dans la Mer de Cortes, ou toute action positive en faveur de la biodiversité, leur donnant des moyens de poursuivre leurs actions.
En 2007, Cousteau Jr. co-fonde Azure Worldwide, une société environnementale avec des compétences de conseil, de développement, de marketing et de média, qui succède ainsi à sa précédente entreprise commerciale, Thalassa Ventures Corporation.
De 2008 à 2011, il travaille pour la chaîne de télévision Animal Planet. Il est aussi animateur d'une série nommée Oceans sur BBC Two et sera correspondant pour CNN et pour Living on Earth, une émission de radio américaine programmée sur Public Radio International.
En 2010, il consacre beaucoup de temps à couvrir la catastrophe de la plateforme BP, laquelle déversa des hydrocarbures dans le golfe du Mexique pendant plusieurs semaines, pour Good Morning America, sur ABC puis sur CNN.
De 2010 à 2014 Cousteau devient correspondant spécial pour CNN International et le présentateur de Going Green, une série explorant les problèmes de la conservation dans le monde. De plus, Cousteau anime l'émission Expedition Sumatra pour CNN en 2013, une série en huit parties traitant de la crise liée à la déforestation à Sumatra en Indonésie.
En mai 2012, Cousteau et AdvisorShares lancent un fonds négocié en bourse (ETF), le Global Echo Fund, fonds destiné aux investissements durables. Le fonds annonce qu'il fera don d'une partie des commissions de gestion perçues pour financer des causes environnementales,.
Depuis septembre 2014, il anime, réalise et est le producteur exécutif de l'émission Xploration Awesome Planet diffusée en France sous le titre Exploration : Incroyable planète !. Philippe Cousteau Jr. explore les endroits les plus spectaculaires ; sur Terre, sous Terre, et au-dessus de la Terre. Il décrit et explique des phénomènes naturels avec une vocation pédagogique et rencontre des scientifiques spécialisés sur toutes ces variétés de sujets et également des passionnés de la nature. Xploration Awesome Planet fait partie de Xploration Station, diffusé le samedi matin sur les chaînes de la Fox aux États-Unis et sur Science et Vie TV en France sous le titre Exploration : Incroyable planète !. En 2015, il est nommé pour un Daytime Emmy Award pour cette émission dans la catégorie Outstanding Lifestyle/ Travel/ Children’s Series Host.

## Publications
Cousteau Jr a co-écrit deux livres avec Cathryn Berger Kaye : Going Blue et Make a Splash!. Going Blue remportera cinq awards. Son dernier livre, Follow the Moon Home, co-écrit avec Deborah Hopkinson, a été publié en avril 2016.
- (en) Philippe Cousteau et Cathryn Berger Kaye, Going Blue : A Teen Guide to Saving Our Oceans, Lakes, Rivers, & Wetlands, Free Spirit Publishing, 2010  (ISBN 978-1-5754-2348-7)
- (en) Philippe Cousteau et Cathryn Berger Kaye, Make a Splash! : A Kid’s Guide to Protecting Our Oceans, Lakes, Rivers, & Wetlands, Free Spirit Publishing, 2012  (ISBN 978-1-5754-2417-0)
- (en) Philippe Cousteau et Deborah Hopkinson, Follow the Moon Home : A Tale of One Idea, Twenty Kids, and a Hundred Sea Turtles, Chronicle Books, 2016  (ISBN 978-1-4521-1241-1)

## Conférences
Il a donné des conférences sur l'environnement aux Nations unies, à l'université Harvard  et d'autres institutions, et a été membre du comité directeur de l'Ocean Conservancy, de la National Environmental Education Foundation et du Marine Conservation Institute.

## Vie personnelle
Philippe Cousteau Jr épouse, le 25 septembre 2013 à Paris, Ashlan Gorse (en), une journaliste américaine ayant travaillé, entre autres, pour CBS (The Early Show) et CNN. Ashlan Gorse a couvert les Grammy Awards, les Golden Globes, les Emmy Awards et les Oscars. Le couple s'est rencontré à Los Angeles en 2010 lors d'un évènement sur l'environnement où Philippe faisait une conférence. Ils se sont mariés le 25 septembre lors d'une cérémonie civile à la mairie du 8e arrondissement de Paris et une seconde cérémonie s'est tenue le 28 septembre 2013, au château d'Esclimont à Saint-Symphorien-le-Château en France.
- Vivienne Antoinette (née en 2019) ;
- Colette Yves (née le 24 août 2021).